# Harry Reynolds
| Rang                     | Leichtathlet      | Anzahl |
| ------------------------ | ----------------- | ------ |
| 1.                       | Michael Johnson   | 22     |
| 2.                       | Kirani James      | 10     |
| 3                        | Jeremy Wariner    | 9      |
| 3                        | LaShawn Merritt   | 9      |
| 5.                       | Wayde van Niekerk | 6      |
| 5.                       | Steven Gardiner   | 6      |
| 7.                       | Harry Reynolds    | 4      |
| 7.                       | Quincy Watts      | 4      |
| 7.                       | Isaac Makwala     | 4      |
| 7.                       | Michael Norman    | 4      |
| 7.                       | Muzala Samukonga  | 4      |
| Stand: 8. September 2024 |                   |        |

Harry Lee „Butch“ Reynolds jr. (* 8. Juni 1964 in Akron, Ohio) ist ein ehemaliger US-amerikanischer Leichtathlet, der auf den 400-Meter-Lauf spezialisiert war. Er ist Olympiasieger und dreifacher Weltmeister.

## Leben
Reynolds begann mit Leichtathletik im Alter von 12 Jahren. Er besuchte die private katholische Archbishop Hoban High School in Akron, ehe er ein Sportstipendium an der Ohio State University annahm. Er beendete das Studium 1991 mit einem Bachelor in Pädagogik. 1995 gründete er die Care For Kids Foundation, die in jedem Sommer ca. 500 Kindern über Sport eine freudvolle Freizeitgestaltung liefert. Da es seit 1978 in den USA möglich ist, Trainer und Sportler derselben Sportart zu sein, war er von 1996 bis 1998 Trainerassistent für Leichtathletik und von 2005 bis 2008 Trainerassistent der Football-Mannschaft seiner Alma Mater. Seit 2008 ist er der Leichtathletik-Trainerassistent der katholischen, von Dominikanern gegründeten OHIO DOMINICAN UNIVERSITY in Columbus, Ohio.

## Sportliche Karriere
Beim Sportfest Weltklasse Zürich stellte Reynolds am 17. August 1988 mit 43,29 s einen Weltrekord im 400-Meter-Lauf auf, der erst 1999 von Michael Johnson gebrochen wurde.
Kurz danach gewann er bei den Olympischen Spielen in Seoul die Silbermedaille über 400 Meter, zwischen seinen Landsleuten Steve Lewis und Danny Everett, sowie die Mannschafts-Goldmedaille in der 4-mal-400-Meter-Staffel, zusammen mit Danny Everett, Steve Lewis und Kevin Robinzine, vor den Teams aus Jamaika und Deutschland.
1990 wurde er wegen Dopings mit Nandrolon von der IAAF für zwei Jahre gesperrt. Der Vorwurf konnte aufgrund eines Laborfehlers nicht gerichtsfest aufrechterhalten werden. Harry Reynolds erstritt zunächst vor einem US-amerikanischen Gericht eine Entschädigungszahlung. Diese wurde jedoch von einem höheren Gericht in dem Berufungsverfahren verworfen.
Bei den Weltmeisterschaften 1993 in Stuttgart und 1995 in Göteborg gewann er jeweils Silber über 400 Meter und Gold in der 4-mal-400-Meter-Staffel, 1993 in der heute (Stand: 18. Juli 2024) noch geltenden Weltrekordzeit von 2:54,29 min.
Reynolds war bekannt für seinen aufrechten und gleichförmigen Laufstil, bei dem er den Kopf extrem in die Kurve neigte. Zudem gehört er zu den wenigen Afroamerikanern mit blauen Augen.